# Hedebyborna
Hedebyborna är en svensk dramaserie i regi av Håkan Ersgård. Serien bygger på Sven Delblancs romanserie Åminne (1970), Stenfågel (1973), Vinteride (1974) och Stadsporten (1976).
TV1 producerade serien och första avsnittet hade premiär den 23 oktober 1978. Det sista avsnittet sändes den 9 maj 1982.
Signaturmusiken är andra satsen ur Franz Berwalds symfoni nr 4 Ess-Dur, Sinfonie naïve.
Serien repriserades i SVT i början av 1990-talet samt under sommaren 2009 och finns även som DVD-box. I en omröstning arrangerad av filmprogrammet Kino i Sveriges Radio P1 2010 utsågs Hedebyborna till den bästa svenska TV-serien någonsin. Serien finns också med i boken Tusen svenska klassiker (2009).

## Handling
Hedeby är en liten by i Sörmland där inte mycket har förändrats under århundradena. Baronen på sin herrgård Valla utanför byn anställer några av byborna, men enligt ryktena riskerar han konkurs. Allt är inte heller frid och fröjd bland byborna. Den årliga årensningen leder till diskussioner och konflikter. Torparen Sixten Svensson håller sig gärna undan när det kommer till arbete, men däremot framme när det kommer till att ta sig en pilsner. Hans dotter Märta vill inget hellre än att lämna byn och få uppleva något mer än denna sömniga och torftiga tillvaro.

## Rollista i urval
- Per Myrberg - baron Carl-Gustaf Urse (säsong 1)
- Ingvar Kjellson - "Mon cousin" Carl-Sebastian Urse (säsong 1)
- Lena Brogren - Louise Urse, född grevinnan Kyhle (säsong 1, 3)
- Helena Brodin - Signe Svensson, född Styf (säsong 1-3)
- Anders Nyström - Sixten Svensson (säsong 1-3)
- Nina Gunke - Märta, Svenssons äldsta dotter (säsong 1-3)
- Kerstin Harryson - Berit, Svenssons andra dotter (säsong 1-3)
- Helena Broberg - Agnes, Svenssons tredje dotter (säsong 1)
- Tatjana Kledzik - Agnes, Svenssons tredje dotter (säsong 2-3)
- Rufus Lidman - Gert, Svenssons son (säsong 1-2)
- Roland Söderberg - Rävfarmarn (säsong 1-3)
- Emy Storm - Hilma, hans maka (säsong 1-3)
- Allan Svensson - Erik Gustafsson, Rävfarmarns son (säsong 1-3)
- John Harryson - Handlarn (säsong 1-3)
- Peter Harryson - Rulle, Handlarns son (säsong 1-3)
- Kent Andersson - Ville Vingåker (säsong 1-3)
- Olle Björling - Olle i Vreten (säsong 1-2)
- Börje Ahlstedt - Stora Småland (säsong 1)
- Hans Strååt - Dr Lundewall (säsong 1-3)
- Lauritz Falk - Müntzing, kamrer på Sparbanken (säsong 1-3)
- Per Grundén - "Sill-Selim" Zetterlind, disponent (säsong 1-3)
- Ingvar Hirdwall - Skomakar-Ludde (säsong 1)
- Tor Isedal - Nikodemus Johansson (säsong 1-3)
- Marian Gräns - Agda, hans maka (säsong 1-3)
- Sven Holmberg - Lille-Lars i Näsby, storbonde (säsong 1-2)
- Dan Sjögren - Fjärsman (säsong 1-3)
- Micha Gabay - Tok-Harry, baron på Vallas oäkta bror (säsong 1)
- Jan Erik Lindqvist - Abraham Styf (säsong 1)
- Aino Taube - Karolina, hans maka (säsong 1-2)
- Jan Malmsjö - greve Kettil Kyhle, löjtnant i reserven (säsong 3)
- Bertil Norström - Edmund Oscar Ohlson, konditorn (säsong 2-3)
- Gösta Prüzelius - prästen Ahlenius (säsong 1-3)
- Curt Spångberg - Johansson, chaufför (säsong 1)
- Lena-Pia Bernhardsson - Selma, servitris på Stadshotellet i Trosa (säsong 1-3)
- Anders Ek - fjärsman Emanuel Olsson (säsong 2)
- Pamela Holmberg - Sonja, servitris på Turisthotellet (säsong 2-3)
- Evert Lindkvist - Elof i Alby (säsong 1-2)
- Pia Rydwall - Nora Zetterlind, Sill-Selims dotter (säsong 1-3)
- Helge Skoog - major Eberman (säsong 2)
- Åke Lindström - major Per Eberman (säsong 3)
- Kjell-Hugo Grandin - fänrik Oskar Hesekiel Ahlenius (säsong 3)
- Halvar Björk - Stora Småland, Gusten Karlsson (säsong 3)
- Göthe Grefbo - patron Lönbom på Lida (säsong 1-3)
- Siv Ericks - fru Lönbom (säsong 1-3)
- Sören Söderberg - Brunzén, hallicken (säsong 1)
- Carl-Olof Alm - Å de Vie, stins (säsong 1-3)
- Marika Lindström - Estelle (säsong 3)
- Gösta Krantz - direktör, Estelles make (säsong 3)
- Rolf Björkholm - Pärsy (säsong 1-3)
- Christer Söderlund - Nisse Fisk (säsong 3)

## Avsnitt

### Avsnitt 1-6
Serien börjar 1937 i Sörmland, platsen är det lilla (fiktiva) samhället Hedeby vars förlaga är orten Vagnhärad i Trosa kommun, Södermanlands län. Årensningsscenerna filmades på Husbyån i Sörmland. Carl Sebastian "Mon Cousin" Urse, oäkta kusin till baronen på Valla, kommer åkande på väg mot Tullgarns slott för att uppvakta kungen, iklädd full galauniform. Chauffören Johansson kör och kan berätta att baronen på Valla har ekonomiska bekymmer. På kalkbruket strejkar personalen. På Tullgarn blir den berusade Mon Cousin utkastad och utskrattad innan färden går vidare mot Trosa. På stadshotellet dricker han grogg med doktor Lundewall, kamrer Münzing och fiskhandlaren Sill-Selim dit fjärsman kommer för att göra brandinspektion. Inspektionen består endast i att fjärsman bjuds på snaps.
Fjärsman åker vidare till turisthotellet i Hedeby där avskummet sitter och dricker öl istället för att arbeta. Svenssons dotter Märta kommer dit för att ta tillbaka matpengarna som Svensson håller på att dricka upp. Fjärsman cyklar vidare till Handlarn, misstänkt för att utskänka maltdrycker klass II i strid med Kunglig förordning. Handlarn tar fram två flaskor brännvin och snart är fjärsman så full att han kan köras bort i skottkärra.
Mon Cousin anländer till sin kusin baron Carl Gustav på Valla och det blir ett känsloladdat återseende släktingarna emellan, och Carl Gustav förfäras när han får veta att Mon Cousin tänker bosätta sig på Valla den närmaste tiden. De kör hem till slottet, och Mon Cousin har med sig konjak i hattasken till Carl Gustavs alkoholiserade hustru, baronessan Louise Urse född Kyhle. Det blir en vansinnig kväll, Mon Cousin och Louise delar på konjaken medan Carl Gustav våndas över Mon Cousins sarkastiska kommentarer om den tokiga släkten Urse.
Den årliga årensningen är en urgammal tradition men frågan är om den ska bli någon i år nu när gamle Abraham är sjuklig. Handlarn hotar med att hugga upp flotten till kaffeved. Rävfarmarn tar därför tag i det hela och inspekterar flotten tillsammans med sonen och Skomakar-Ludde.
Svensson har av sin hustru blivit utskickad för att hugga ved, men istället har han lagt sig i solskenet och somnat. Dottern Märta cyklar bort till Handlarn och handlar mat och en flaska pilsner som lugnar magen för hennes morfar Abraham. Där blir hon ett vittne till ett hetsigt uppträde mellan Handlarn och baron som har lånat pengar även av honom utan att kunna betala tillbaka. Baron vill också att Märta börjar som hembiträde på slottet men hon är ovillig. Å ena sidan vill hon lämna Hedeby och flytta till stan, å andra har hon romantiska drömmar om att gifta sig med baron.
Mon Cousin vaknar upp dagen efter på Valla med dunkande huvudvärk och lovar sig själv att aldrig mer dricka konjak före lunch i alla fall. Vid frukosten sätter han sig in i barons ekonomiska bekymmer, men mycket mer än ironi och sarkastiska kommentarer kan inte Mon Cousin komma med, förutom ett råd: att baron ska lämna Valla till banken och leva ett skuldfritt men fattigt liv, något som baron inte går med på.
En dag är det dags att välja vilka som ska gå på flotten detta år. Alla vuxna män i Hedeby har samlats på Handlarns grusplan. Svensson kommer dit berusad men blir vald till tredjeman. Plötsligt kommer baron dit. Han bestämmer att han ska bli försteman på flotten och bjuder sedan alla på smörgåsbord med nubbe på stadshotellet.
Den dagen när årensningen ska inledas går Rävfarmarn med sonen Erik ned till ån och visar hur man ska göra. Till slut kommer odågan Svensson med några backar öl och brännvin. Därefter kommer baron på Valla, klädd i snyggaste jaktkläderna. Rävfarmarn anar oråd över hur detta ska sluta men till slut ger de sig iväg. Som väntat blir det Erik som gör jobbet medan Svensson och baron sitter och dricker: "Ta det lugnt unge man, det här ska vara en folkfest!". Nedströms i Hedeby står småpojkarna och väntar på att det ska börja flyta avskuren vass men det kommer bara tomflaskor.
När Märta kommer med lunchen tar baron henne avsides och stämmer möte med henne vid midnatt. När baron smiter iväg på kvällen följer Erik efter. Baron tänker lämna hustrun och vill ge sig ut i världen tillsammans med Märta. I ett skjul har baron och Märta sex med varandra.
Under tiden har Mon Cousin och baronessan Louise en kväll av domning och glömska på Valla, där Mon Cousin försöker planera en festmiddag för Louise och bjuda in adelskalendern, men planerna läggs snabbt på is och de båda berusar sig och talar om minnen. Mon Cousin är dyster och upptäcker till sin egen fasa att allt bara är minnen.
Erik har sprungit hem och berättat hur illa årensningen gått och på morgonen väcks baron och Svensson av Hedebys karlar: Rävfarmarn, Elof i Alby och Skomakar-Ludde. Baron tror inte sina öron när han får sparken men möts bara av "Vem som går på flotten, det bestämmer vi!". Erik, Nikodemus och Elof ger sig ut på årensning.
För baron väntar de ständiga ekonomiska bekymrena. Han möter Svensson i slottsparken en kväll, lejer honom och några timmar senare brinner kalkbruket, ett försök till försäkringsbedrägeri. Orsakssammanhangen är uppenbara för alla och landsfiskalen ger sig iväg med fjärdingsman till Svenssons stuga och griper honom. Baron tar på sig sin galauniform och ger sig ned till sjön där han dränker sig medan byfånen Tok-Harry ser på, baronens orättvist behandlade och utvecklingsstörda yngre oäkta bror.
Abraham Styf, byns starke man, avlider slutligen av sin kräfta i magen och somnar stillsamt in i sin stuga med sin hustru Karolina närvarande. Han sörjs av dottern Signe och barnbarnet Märta, medan Svensson mest verkar glad över att svärfar har gått hädan.
Baronessan Louise blir psykiskt sjuk efter sin makes död, och Mon Cousin ser till att hon får vård på ett mentalsjukhus innan han själv lämnar serien och Hedeby för att återvända tillbaks till Stockholm med repliken: "Här slutar min berättelse. Nu låter jag tidens pendel stanna. Farväl!"

### Avsnitt 7-12
Det är midsommar 1939. Det har gått ett och ett halvt år sedan förra omgången och Svensson har suttit på Långholmen men väntas hem när som helst, frisläppt för gott uppförande. I Hedeby har Nikodemus kommit upp sig och hamnat i kommunalpolitiken, och ersätter den föregående kommunalordföranden Skomakar-Ludde då denne har farit till Stockholm för att bli riksdagsman.
Tillsammans med prästen är Nikodemus examensvittne på skolavslutningen men kan knappt hålla sig när prästen breder ut sig om gudsordet och den sanna tron. Rävfarmarn sitter med 500 skinn silverräv som inte går att sälja när parismodet har förändrats. Han har tvingats gå till Handlarn och låna pengar. Till slut tvingas han ge upp och börjar på kalkbruket istället.
Även Märta Svensson väntas hem. Hon har tröttnat på att vara hembiträde inne i stan och passa upp. Signe Svensson gläds över att familjen återförenas igen men samtidigt oroar hon sig för sin gamla mamma Karolina som har blivit allt mer skröplig sedan fadern Abrahams död i den tidigare omgången.
När Svensson kliver av tåget sätter han sig hos Avskummet utanför Turisthotellet och börjar dricka. Som han berättar finns det inget slut på alla förlustigheter, sprit och kvinnor på Långholmen. När Nikodemus kommer dit får Svensson en utskällning och lommar hem. Nikodemus har ordnat jobb åt honom med att sätta upp stängsel.
Mon Cousin har åkt tillbaka till Stockholm, baronessan Louise sitter på mentalsjukhus som Mon Cousin hjälpte in henne på och Carl Gustaf Urse är död sedan länge. Valla släktgods står därför tomt utan familjen Urse och deras tokige kusin.
Avskummet har lyckats få försörjning genom att sälja kaffe, fotogen, sprit och vin åt Handlarn. Fjärsman vet nog om det men när han ska arrestera Handlarn slutar det bara med att Handlarn plockar fram Renat.
På midsommarafton har hela Hedeby samlats nere vid dansbanan. Erik har tittat efter Märta och till slut bjuder han upp henne vid dansbanan. De sätter sig ner och pratar fast ur den blyge Erik kommer inga kärleksförklaringar. Märta har fått skinn på näsan sedan hon flyttade till stan. Till slut kysser de varandra.
Märta får börja jobba på Olssons konditori men ogillar att grabbarna från kalkbruket ska tafsa på henne. Den sista dagen före kriget träffas Erik och Märta på kyrkogården där de förlovar sig. Märta oroar sig över framtiden och hur det ska gå för dem. På stadshotellet ställer doktor Lundewall till med en brakskiva av Guds nåde med kamrern och Sill-Selim, väl medveten om att kriget står för dörren och att ingen vet när man ser ett svenskt smörgåsbord med brännvin nästa gång. Trion sätter igång med en spritfest som knappast står Avskummet efter. Tidigt på morgonen när de spelar kort kommer nyheten att Tyskland gått i krig mot Polen.
Även den tokige fjärsman ska in i lumpen och ersätts av den ständigt bibelciterande frälsningssoldaten Olsson. När Olsson ska inspektera brandskyddet kommer inte Handlarn långt med att försöka bjuda en nykterist på Renat. På konditoriet ställer Märta till det för sig när hon är snäsig mot kunderna och förlovningen med Erik är bruten.
Hedebys män får rycka in i armén, och till och med Avskummet skickas till Bodens fästning. Olle och Ville kommer dock strax tillbaka. Lundewall vill göra något för Finland, men han har svårt att få andra med sig. "- Vad kan vi göra mer än sticka strumpor", frågar Lille-Lars. Märta är less på Hedeby och har börjat söka jobb i Stockholm. Kamrer Münzing tar mod till sig och friar till unga Selma på Stadshotellet. Hon tror knappt sina öron, hon ska gifta sig med källarmästaren.
Efter att ha blivit förföljd i flera månader lyckas Handlarn lura i fjärsman Olsson brännvin under förespeglingen att det är hostmedicin, Hoffmanns droppar. Därefter kan Olsson inte ens skrämma bort Avskummet från väntsalen.
Medan Signe Svensson föder sitt femte barn sitter Svensson tillsammans med Avskummet och dricker brännvin, åtminstone tills Nikodemus skickar hem honom. Erik byter vigselringen mot en hela brännvin hos Handlarn och dricker sig sedan full. Också han är trött på Hedeby och vill flytta till stan.

### Avsnitt 13-18
Det har gått två år sedan den förra omgången. Löjtnant Kyhle, greve av Kyhleholm och kusin till baronessan Louise på Valla, är på väg till Gieddeholm utanför Hedeby som har blivit militärförläggning samt interneringsläger för amerikanska flygare. Hemma hos Agda och Nikodemus sitter Signe. Agda har fött en dotter, Rosa, och Nikodemus kandiderar till riksdagen.
Ville får sitta ensam vid Turisthotellet när Olle har flyttat till stan och börjat jobba. Magen tål inget starkt, utan han får sitta och dricka Pommac. Drinkaren Svensson besöker doktor Lundewall och får veta att han har skrumplever. Inte en droppe alkohol, varnar doktorn.
Löjtnant Kyhle stannar vid Stadshotellet och träffar där fru Lönbom. Vid framkomsten till Gieddeholm går det fel från början, när han kallar majoren Eberman för Pelle och struntar i formella titlar. Genast får löjtnant Kyhle rumsarrest och permissionsförbud. Det struntar han i utan besöker sin kusin Louise på Valla.
På morgonen därefter har major Eberman ställt upp manskapet, när en blomkruka plötsligt kommer flygande. Löjtnant Kyhle har vaknat av allt skrikande. När han väl har klätt sig tar han majorens motorcykel och manskapet får springa efter. Han stannar vid turisthotellet där han vill beställa frukost för 14 man. Men Sonja går inte med på några kredit-frukostar mer från armén.
Sonja har hamnat i säng med Ville, som har lovat henne att söka arbete. När han söker jobb på järnvägsstation blir han utskrattad, men Selma på Stadshotellet ger honom jobb som vaktmästare.
Löjtnant Kyhle övar manskapet i att skydda sig mot stridsgas. Efter att ha beordrat manskapet att klä av sig och hoppa i sjön smiter han själv därifrån. Han har ett rendezvous med fru Lönbom nere vid badhuset. När majoren hittar löjtnant Kyhle tänker majoren skjuta honom på fläcken men lyckas bara skjuta sig i foten.
Nora smiter hemifrån tidigt på morgonen och smiter med tåget. I Södertälje söker hon upp sin gamla ungdomskärlek Stora Småland, Erik och Märtas granne, och där får hon flytta in.
Någon tid senare tar Märta och Erik tillsammans med Nora och Stora Småland tåget till Hedeby för att hälsa på respektive svärföräldrar. Märta tål inte Eriks mor Hilma och på tåget är hon som en tickande bomb. Även Signe och Svensson ska hälsa på Rävfarmarn och hans hustru Hilma, men Svensson ligger helt utslagen på grund av sin mage.
Ville är nykter, glad och trevlig och jobbar som vaktmästare på Stadshotellet. I matsalen sitter Sill-Selim Zetterlund och väntar nervöst på att svärsonen Stora Småland ska dyka upp. När han kommer kan han dock lugna Zetterlund med att han och Nora ska gifta sig eftersom hon är med barn. De skålar för både en kommande pojke, flicka och så för tvillingar för säkerhets skull.
Middagen hemma hos Rävfarmarn blir dyster till att börja med. Hilma ogillar att sitta till bords med fyllbulten Svensson och hans dotter. Men Märta och Hilma hittar något gemensamt när det visar sig att Eriks "köpetröja" är stickad av Märta. Det dröjer inte länge innan Hilma har gett bort finaste bordsduken till Märta.
Svensson går iväg på en promenad efter middagen. Han vandrar bort till Handlarn och köper brännvin. Han får bara i sig två klunkar, vandrar iväg och blir funnen när han ligger vid vägkanten av major Kyhle som kör honom till doktor Lundewall. Svensson dör av skrumplever.
Löjtnant Kyhles alla upptåg kommer till slut ifatt honom och han tvingas begära avsked. Louise hamnar på mentalsjukhus och Kyhle får sova på en parkbänk i Södertälje. Han söker upp älskarinnan Estelle och stjäl av henne både pärlhalsband och pengar.
Märta och Erik fortsätter med sina äktenskapliga gräl. Erik struntar i att gå till jobbet och istället kör han fiskbilen åt Nisse Fisk. Men fisken är svårsåld och i Hedeby köper alla av Sill-Selim. När Märta är på jobbet i sytillbehörsbutiken kommer odågorna Pärsy och Olle dit. Pärsy har alltid varit svag för Märta och nu kan han lova ett jobb med tredubbelt betalt.
Pärsy har hamnat på brottets bana och är klädd som en swingpjatt med dyra kläder och egen bil. Han träffar Kyhle och köper pärlhalsbanden denne stal från sin älskarinna. Pärsy erbjuder ett närmare samarbete, men Kyhle säger nej. Istället försöker han stjäla kollektbössan i en kyrka. Fru Lönbom har letat efter honom och hittar honom i kyrkporten. Då kommer Estelle dit och de två damerna kan snart konstatera att Kyhle har stulit av de båda. "Karlslok", skriker de åt honom, innan båda försvinner mot Lembkes café.
Fiskaffärerna går dåligt, men Nisse Fisk tröstar Erik med lite brännvin. När Erik till sist kommer hem till Märta blir det gräl igen.
Hemma hos Nora och Stora Småland råder äktenskaplig lycka. Nora är med barn och är hur glad som helst.
Kyhle får vandra runt i kalla vintern. Hemma hos Estelle är han inte välkommen. Han får skjuts av Erik i fiskbilen för att hälsa på Louise. Men hon har tagit ett återfall och är inte hemma på Valla. Utan pengar går han till stadshotellet och beställer det dyraste de har, i akt och mening att skjuta sig efter kaffet. Men Pärsy är där och betalar kalaset.
Kyhle tvingas slå sig ihop med Pärsy och börjar sälja förfalskade Zorntavlor till direktörer och grosshandlare. Snart är han på grön kvist igen och kan sitta på stadshotellet med Münzing och Lundewall. Hans kusin har lämnat anstalten och verkar friskare.
Märta är med barn, men har inte haft någon lust att säga något till Erik. Han har tagit fiskbilen till Hedeby. Han har tröttnat på livet och kraschar ned i ån och drunknar framför Handlarn och Rulle som blir vittnen till tragedin. Till och med Lundewall är skakad över tragedin när han äter lunch på Stadshotellet med Münzing. Plötsligt kommer Selma springande och berättar att fred har utbrutit. De amerikanska flygarna stämmer upp i John Brown's Body, trots fjärsmans protester. Klockan i kyrktornet börjar klämta.
Nikodemus får överbringa dödsbudet till Rävfarmarn och Hilma. Hilma skyller olyckan på Märta. I Södertälje börjar Märta gråta när hon får veta. Hur ska det gå med hennes drömmar om hon ska bli ensam mor? Signe är också gripen att Erik har dött samma dag som andra världskriget slutar.
För hedebyborna börjar nu efterkrigstiden. Stora Småland håller på att hugga ned de gamla ekarna vid Valla när kyrkklockan börjar klämta: "Det där, det hörs nog fan över hela världen det!".

## Inspelningsplatser

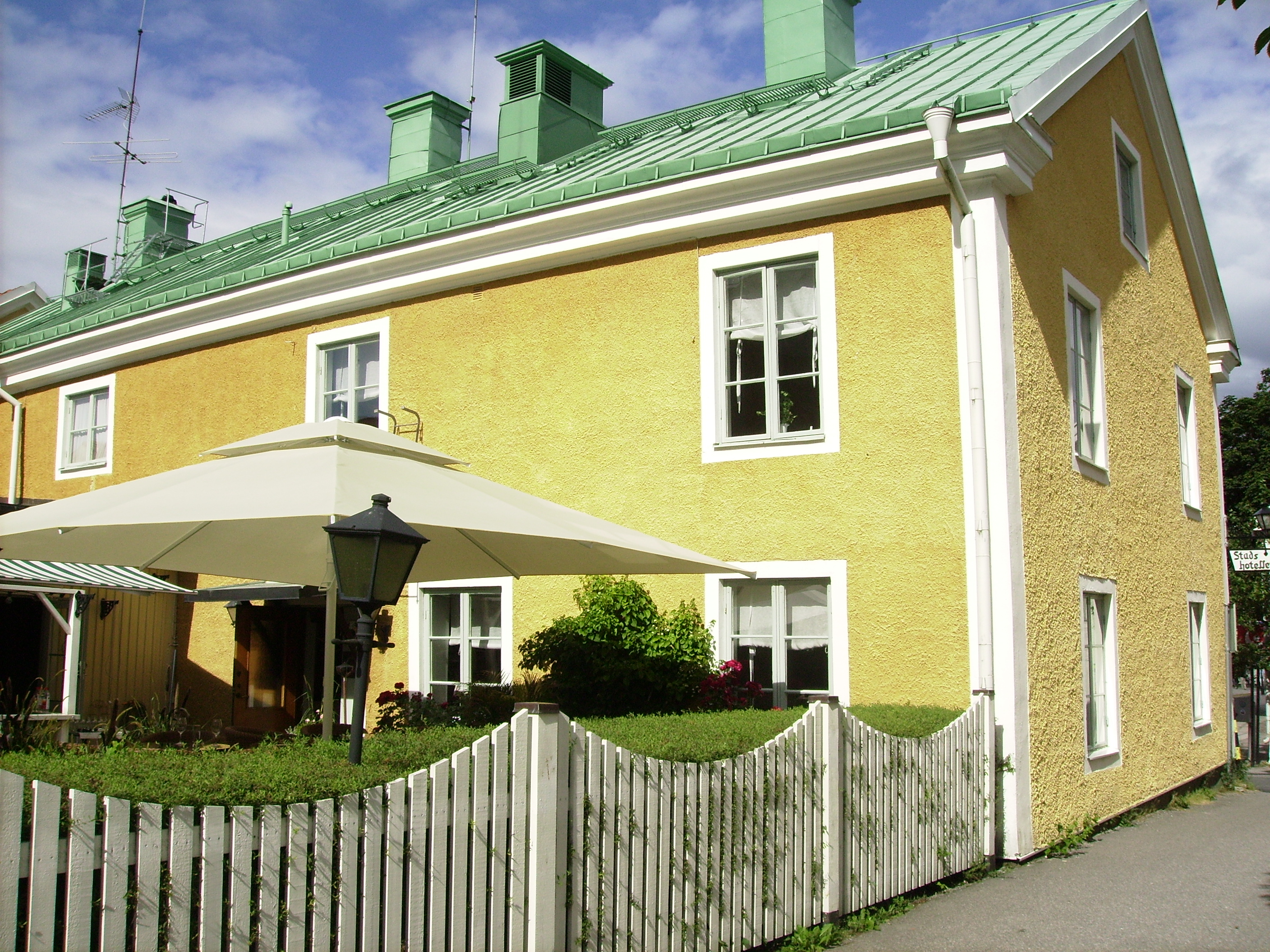
Trosa stadshotell sommaren 2009. Här spelades flera scener i Hedebyborna in.

Serien spelades in i tre omgångar, 1977, 1979 och 1981. Sven Delblanc själv skrev manus och Håkan Ersgård regisserade. Serien spelades till största delen in i trakterna kring Trosa och Vagnhärad men även Linghem och Södertälje är mycket återkommande inspelningsplatser. Järnvägsstationen och trakterna runt denna är inspelade i Linghem med dess station som centrum.
Alla inomhusscener spelades in i TV:s studio i Göteborg. De tidsenliga kläderna erhöll man från TV-teatern, Dramaten, Svensk Filmindustri, Göteborgs stadsteater och Danmarks Radio. Utomhusscenerna var mer problematiska. Trosa stadshotell var den första klara inspelningsplatsen i Trosa-Vagnhäradstrakten. Trosa stads kyrka och Tullgarns slott lämpade sig också för inspelning. Mycket hade förändrats i trakten när filminspelningarna skulle sätta igång. I Vagnhärad låg endast kyrkan, stationen och turisthotellet kvar sedan 1930-talet. Idyllen var som bortblåst; trafikbruset från landsvägen E4 omöjliggjorde inspelningen helt och hållet. Därför fann man inspelningsplatser på andra ställen i Mellansverige. Här spelade olika scener in:
- Husby-Oppunda socken:
  - Handlarns butik
  - Årensningen

- Räfsnäs kungsgård:
  - Valla

- Sörby, Torsåker:
  - Festen på Lida

- Lerbo kyrka:
  - Julottescenerna utanför kyrkan

- Tunabergs församlingshem:
  - Biolokalen i Hedeby

- Skottvångs gruva:
  - Torpet Fridebo (Svensson)

- Gårdsjö, Laxå[förtydliga]:
  - Turisthotellet

- Linghem
  - Järnvägsstationen i Hedeby

### Fotnoter
1. ↑  Dagens Nyheter, 9 maj 1982, sid.61
2. ↑  Kino, P1 2010-06-28
3. ↑  Gradvall et al 2009, nr. 512
4. ↑  Eriksson, Magnus (30 juli 2010). ”Filmningen av Hedeby gick inte alltid på räls”. Svenska Dagbladet. http://www.svd.se/kultur/litteratur/filmningen-av-hedeby-gick-inte-alltid-pa-rals_5059037.svd. Läst 11 januari 2015.

### Webbkällor
- Hedebyborna på Svensk Filmdatabas